# PFM-1

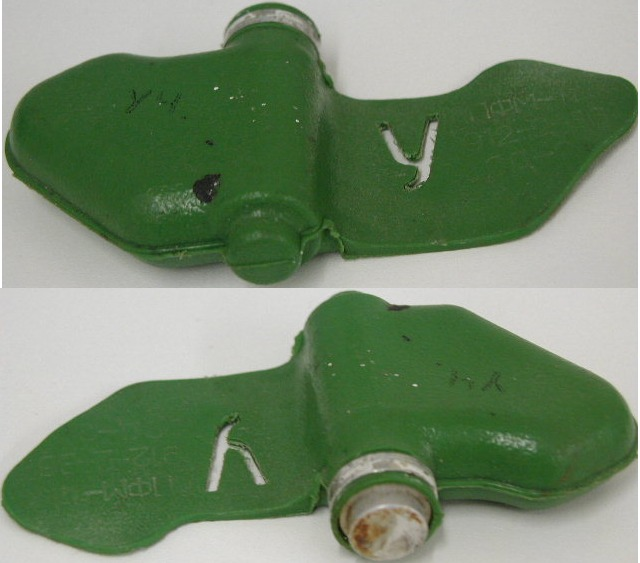
PFM-1지뢰(일명 나비지뢰)

PFM-1 지뢰는 일명 나비지뢰로 양쪽에 날개를 달아서 만든 지뢰이다. 아프가니스탄이나 파키스탄에서 자주 발견된다. 색깔과 모양이 다양하며 상공에서 비행기를 이용하여 대량으로 떨어뜨린다. 나비날개 형태의 외관으로 인해 수직으로 떨어지지 않고 빙글빙글 돌면서 근처의 여러 지역으로 퍼져나가기 때문에 살포되는 곳이 아주 많아진다. 아이들이 장난감인줄 알고 가지고 놀다가 사고가 많이 일어나는걸로 악명이 높다.

## 같이 보기
- 오타와 협약